# Jindřich Štemberka
Jindřich Štemberka (28. března 1867 Pecka – 3. října 1926 Rychnov nad Kněžnou) byl rakouský a český právník, menšinový aktivista, propagátor turistiky v Orlických horách a politik, na počátku 20. století poslanec Českého zemského sněmu.

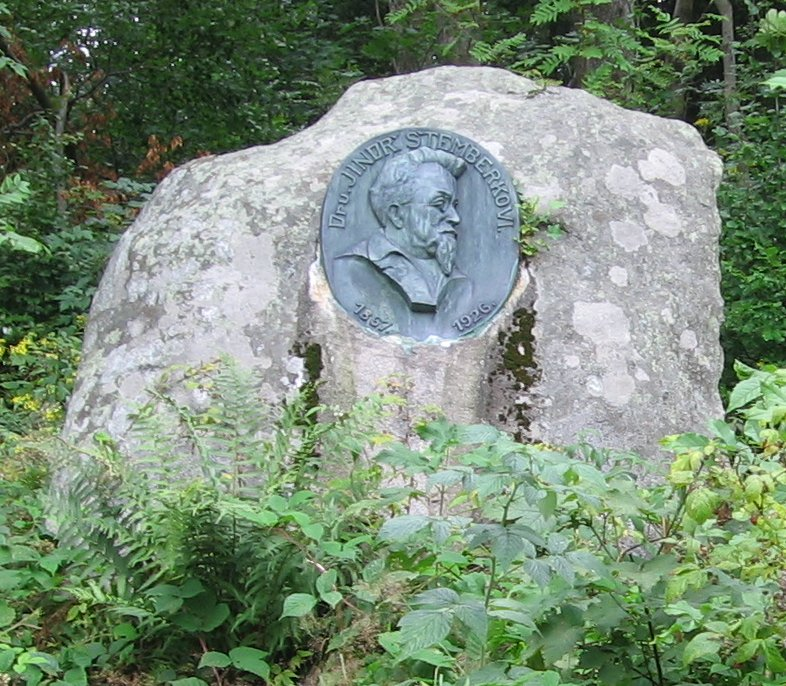
Pamětní deska nad chatou Panorama v Deštném v Orlických horách

## Biografie
Ve věku čtrnácti let odešel na studia do Jičína, kde po osm let studoval na bývalé jezuitské koleji. Od roku 1888 do roku 1892 studoval Univerzitu Karlovu v Praze. Během studií se roku 1890 zapojil do studentského pokrokového hnutí. Po studiích působil jako advokátní koncipient v Sušici, pak ve Dvoře Králové. Roku 1896 se usadil v Rychnově nad Kněžnou, kde nastoupil coby koncipient do advokátní kanceláře JUDr. Jana Smrtky. Od roku 1900 měl Štemberka vlastní advokátní kancelář.
Byl členem České strany radikálně pokrokové. V jejím rámci představoval levicové křídlo okolo revue Lid a Hlas, které si i po roce 1900 udržovalo kontakty s představiteli sociální demokracie. Tato orientace ho roku 1905 vedla k odchodu z radikálně pokrokové strany do nově utvořené České pokrokové strany, kterou utvořili lidé okolo Tomáše Masaryka a skupina bývalých radikálních pokrokářů sdružená v Pokrokovém občanském klubu pro Hradecko, Pardubicko a Chrudimsko, jehož členem Štemberka byl.
Na počátku století se zapojil i do zemské politiky. V volbách v roce 1908 byl zvolen do Českého zemského sněmu v kurii venkovských obcí, obvod Žamberk, Ústí nad Orlicí. Byl jediným poslancem České pokrokové strany, který ve volbách na sněm uspěl. Po volbách ovšem na sněmu přistoupil k poslaneckému klubu radikálních stran, za což ve své straně čelil kritice a po dvou letech proto na poslanecký mandát rezignoval. Kvůli obstrukcím se ovšem sněm po roce 1908 ve svém plénu stejně fakticky nescházel.
Na sklonku světové války vstoupil do nově utvořené České státoprávní demokracie. Bezprostředně po vzniku Československa působil jako předseda Okresního národního výboru v Rychnově.
Byl aktivní i publicisticky a literárně. Vydával básně (například Spása lidu z roku 1904, Pod horami domov můj z roku 1925) a regionální studie jako Česká hlídka v Orlických horách (1910). Propagoval turistický ruch v Orlických horách. Roku 1915 koupil hospodu na Dříši v Deštném, kde pak vznikla první česká turistická horská bouda Panoráma. V květnu 1919 byl na ustavujícím sjezdu turistické Orlické župy zvolen jejím předsedou. Prosadil zřízení značené hřebenové turistické stezky z Nového Města nad Metují do Jablonného nad Orlicí. Podílel se také na práci Národní jednoty severočeské.
Bratr Jindřicha Štemberky Josef Štemberka (1869–1942) byl katolický kněz, arcibiskupský notář, konsistorní arcibiskupský rada, zavražděný nacisty v Lidicích. Dcerou Jindřicha Štemberky byla Věra Jelínková (1902–1992), klavíristka a učitelka hudby z Rychnova. Jejím manželem byl akademický malíř a sochař Otakar Šorš, druhým manželem učitel na rychnovském gymnáziu František Jelínek (umučený nacisty roku 1943 v Osvětimi).
Zemřel v říjnu 1926. Příčinou smrti byla těžká nervová nemoc.